# Marnix Kappers
Marnix Kappers (Zwolle, 8 september 1943 – Amsterdam, 10 oktober 2016) was een Nederlands acteur en presentator.

## Levensloop
In 1966 won Kappers met de groep Déjà Vu het Camerettenfestival en in 1967 won hij de persoonlijkheidsprijs van dit festival. Van 1978 tot 1980 maakte hij deel uit van Kabaret Ivo de Wijs.
Na het presenteren van de quiz "De laatste ronde" bij de TROS, presenteerde Kappers in 1978 het kinderradioprogramma De Zandbakshow bij de AVRO. Kappers werkte aan diverse televisieprogramma's mee. Hij speelde in Kunt u mij de weg naar Hamelen vertellen, mijnheer? de rol van Prins Roelof van Bontubal en zong de herkenningstune van Peppi en Kokki. In de NCRV-serie De Familie Knots speelde hij de personages "neef Herbert", "de vader van Arend Vogel", "de buurvrouw" en losse karakters. De serie hield in 1983 op, maar zes jaar later was Kappers weer met Neef Herbert-bril te zien in het KRO-programma Lekker Weg.
Kappers deed ook de nasynchronisatie van Pieter Post en speelde de vader van Frank en Rene Groothof in de VPRO-serie Broertjes.
Kappers presenteerde van 1991 tot 2001 met Sylvia Millecam het televisieprogramma Knoop in je Zakdoek.
In het theater was hij te zien in Heerlijk duurt het langst (september 1998 - april 1999; als echtgenoot) en in Telkens Weer Het Dorp.
In 2010 was Marnix Kappers voor het laatst te zien op televisie, in de rol van slotenmaker in Het Sinterklaasjournaal.
Kappers overleed op 73-jarige leeftijd. Zijn familie liet weten in een korte verklaring: "Geschokt door de dood van zijn partner in 2013 en getroffen door ernstige en toenemende gezondheidsproblemen besloot hij nieuwe slagen van het noodlot niet langer lijdzaam af te wachten". Op zaterdag 15 oktober 2016 werd hij — na een dienst in De Rode Hoed — begraven op begraafplaats De Nieuwe Ooster in Amsterdam.

## Privé
Kappers was een zoon van leraar Duits drs. Gerrit Hendrik Kappers (1904-1992) en Jacoba Elsina Goudappel (1913-2005). Vanaf 1971 woonde hij samen met danser, choreograaf en acteur John Kuipers (1937-2013).

## Onderscheiding
In 2008 werd Kappers benoemd tot Ridder in de Orde van Oranje-Nassau.

## Filmografie

### Televisie (algemeen)
| Jaar      | Productie                       | Rol                                                  | Opmerkingen                  |
| --------- | ------------------------------- | ---------------------------------------------------- | ---------------------------- |
| 1994-1995 | Wie van de Drie                 | panellid                                             | televisieprogramma AVRO      |
| 1990-2000 | Knoop in je Zakdoek             | Presentator samen met Sylvia Millecam/ Paula Udondek | televisieprogramma Teleac    |
| 1989-1990 | Lekker Weg                      | Presentator                                          | televisieprogramma NCRV      |
| 1983-1985 | Staatsloterij                   | Staatsloterijman                                     | commercial                   |
| 1983      | Babbelonië                      | Zichzelf                                             | spelprogramma                |
| 1972      | Het zwarte jaar van Zwarte Piet | Reporter                                             | Sinterklaas televisiemusical |
| 1967      | Matchmakkers                    | Onbekend                                             | commercial                   |

### Televisie als acteur
| Jaar      | Productie                                           | Rol                                                | Opmerkingen                                                                           |
| --------- | --------------------------------------------------- | -------------------------------------------------- | ------------------------------------------------------------------------------------- |
| 2010      | Het Sinterklaasjournaal                             | Slotenmaker                                        | televisieprogramma                                                                    |
| 2008      | Station Urbantime                                   | Meneer Franken                                     | televisieserie                                                                        |
| 2003      | Het geheim van De Lindenborgh                       | Baron Klarenbeek van Ginkel                        | dramaserie                                                                            |
| 1993-1998 | Zonder Ernst                                        | Michiel Bruinink                                   | televisieserie                                                                        |
| 1991      | Dücker en Oudenrijn                                 | Han Latjes                                         | dramaserie                                                                            |
| 1989-1992 | Mag het iets meer zijn?                             | Niels Klerekoper                                   | televisieserie, komedieserie                                                          |
| 1989      | Steil achterover                                    | Man van de sociale dienst                          | televisieserie                                                                        |
| 1988      | Broertjes                                           | Papa                                               | televisieserie met de broers Frank en René Groothof                                   |
| 1987      | Nieuwe buren                                        | Rol onbekend                                       | televisieserie                                                                        |
| 1986-1988 | Kissyfur                                            | Prikkie                                            | tekenfilmserie                                                                        |
| 1985      | Fien                                                | Rol onbekend                                       | miniserie                                                                             |
| 1984      | Als Ik Later Groot Ben...                           | Meester                                            | kindermusical ter gelegenheid van de kinderboekenweek 1984. Samen met Simone Kleinsma |
| 1983      | Onderste Boven                                      | Onbekend                                           | kinderprogramma                                                                       |
| 1981-     | Pieter Post                                         | (Verteller, stem van Pieter Post en Dominee Klomp) | animatieserie                                                                         |
| 1980-1985 | De Poppenkraam                                      | Matrozenpop, Boef                                  | kinderserie                                                                           |
| 1980-1984 | De Familie Knots                                    | (meerdere personages en voice-over)                | televisieserie                                                                        |
| 1978      | Dubbelleven                                         | Frans                                              | televisieserie                                                                        |
| 1977      | Uit de wereld van Guy de Maupassant                 | Heer                                               | televisieserie                                                                        |
| 1975      | Uit de wereld van Roald Dahl                        | Stewart                                            | televisieserie                                                                        |
| 1973-1974 | Waaldrecht                                          | Politieagent, Wim de Vries                         | televisieserie                                                                        |
| 1972-1976 | Kunt u mij de weg naar Hamelen vertellen, mijnheer? | Prins Roelof Van Bontubal, Spook Broeder Luminol   | televisieserie                                                                        |
| 1971      | Karakter                                            | Verloofde Sibculo                                  | miniserie                                                                             |
| 1969      | Zo goed als nieuw                                   | Freek                                              | televisieserie                                                                        |

### Film
| Jaar | Productie                 | Rol          | Opmerkingen   |
| ---- | ------------------------- | ------------ | ------------- |
| 1994 | De vlinder tilt de kat op | zanger       | film          |
| 1989 | Wilde Harten              | Makelaar     | film          |
| 1987 | Caught                    | Peter de Bie | film          |
| 1982 | Knokken voor twee         | Vader Hans   | jeugdfilm     |
| 1982 | Nachttocht                | Ben          | televisiefilm |

## Theater
| Jaar                        | Productie                   | Rol              | Opmerkingen                                   |
| --------------------------- | --------------------------- | ---------------- | --------------------------------------------- |
| 2008                        | Hommage aan Eddy Christiani | Zichzelf, zanger |                                               |
| 2003 - 2004                 | Telkens weer het Dorp       | Zichzelf, zanger | met Jenny Arean, Tony Neef en Joke de Kruijff |
| september 1998 - april 1999 | Heerlijk duurt het langst   | Ido              |                                               |
| 1984                        | De Jantjes                  | De Blauwe        | musical                                       |

## Radiohoorspelen
- Het Transgalactisch Liftershandboek
- Snotneus Ahoy
- De zandbakshow  (Met Hetty Heyting)